# Кинофестиваль в Жерармере 1995 года
II Международный фестиваль фантастических фильмов в Жерармере (Festival de Gérardmer — La deuxième édition de Fantastica) проходил в департаменте Вогезы Франция с 1 по 5 февраля 1995 года.

## Жюри
- Джон Карпентер — президент
- Мари Лафорэ
- Фабио Коверси
- Фрэнк Дарабонт
- Филипп Друйе
- Поль Жимар
- Тоуб Хупер
- Флоран Паньи
- Пьер Пелло
- Чарльз Рассел
- Ежи Сколимовски

## Лауреаты
- Гран-при — «Небесные создания» (Heavenly Creatures), Австралия, 1994, режиссёр Питер Джексон
- Приз жюри — «Влюблённый гробовщик» (Dellamorte, Dell’amore) Италия, Франция, ФРГ 1994, режиссёр Микеле Соави
- Специальный приз — «Аккумулятор» (Akumulator 1), Чехословакия, 1994, режиссёр Ян Сверак
- Приз критики — «Аккумулятор» (Akumulator 1), Чехословакия, 1994, режиссёр Ян Сверак
- Приз зрительских симпатий  — «Влюблённый гробовщик» (Dellamorte, Dell’amore) Италия, Франция, ФРГ 1994, режиссёр Микеле Соави
- Гран-при в категории короткометражных фильмов — «Я хочу чтобы меня любили» (J’veux qu’on m’aime), Франция, 1995, режиссёр Патрик Контре
- Гран-при Видео Фантастика:
  - «Фатерлянд» (Fatherland), США, для ТВ, 1994, режиссёр Кристофер Менаул
  - «Уроды» (Freaked), США, 1993, режиссёры: Алекс Уинтер, Том Стерн
- Гран-при фантастических видеоклипов — «Парк юрского периода»